# Sanna Sundqvist
Sanna Eleonora Sundqvist, född 13 juli 1983 i Göteborgs Carl Johans församling, är en svensk skådespelare.

## Biografi
Sanna Sundqvist är uppvuxen i Härnösand. Hon tog examen från Teaterhögskolan i Stockholm 2010 och har sedan dess haft engagemang vid Dramaten. Där har hon bland annat har spelat i pjäserna Liv Strömquist tänker på dig!, Det blåser på månen, Oidipus/Antigone, Här kommer alla känslorna på en och samma gång. År 2013 framförde hon sin monolog Jag borde få något slags pris där. Hon har även haft engagemang vid Turteatern i Kärrtorp, Stockholms stadsteater och Teater Lacrimosa.
Sundqvist har även medverkat i dramaserien Torka aldrig tårar utan handskar, humorprogrammet Inte OK och SVT-serierna Andra åket samt Stopp. År 2019 spelade hon huvudrollen i Lisa Aschans långfilm Ring mamma!, en roll som ledde till att hon nominerades till en Guldbagge för bästa kvinnliga huvudroll vid Guldbaggegalan 2020. Inför Guldbaggegalan 2024 nominerades Sundqvist återigen till en guldbagge, denna gång för sin insats i Tack och förlåt, även den i regi av Aschan.

## Filmografi (i urval)
- 2012 – Torka aldrig tårar utan handskar (TV-serie)
- 2014 – Inte OK (TV-serie)
- 2015 – Den lille prinsen (röst)
- 2017–2019 – Bonusfamiljen (TV-serie)
- 2018 – Sthlm Rekviem (TV-serie)
- 2018 – Lyrro - Ut & invandrarna
- 2018–2019 – Andra åket (TV-serie)
- 2018 – Lyckligare kan ingen vara
- 2019 – Solsidan (TV-serie)
- 2019 – Ring mamma!
- 2020 – Psykos i Stockholm
- 2021 – Sune – Uppdrag midsommar
- 2023 – TORE (TV-serie)
- 2023 – Tack och förlåt
- 2024 – Allt och Eva (TV-serie)
- 2026 – The Entertainment System is Down

## Teater

### Roller (ej komplett)
| År   | Roll         | Produktion                                                                                            | Regi                        | Teater                          |
| ---- | ------------ | --- | --------------------------- | ------------------------------- |
| 2009 |              | Swedish History X August Strindberg                                                                   | Pontus Stenshäll            | Teaterhögskolan i Stockholm     |
| 2012 |              | Politiska snuskbarn och deras djur Ensemblen                                                          | Nils Poletti                | Turteatern                      |
| 2012 |              | Säg att du är hungrig Kajsa Giertz och Irena Kraus                                                    | Kajsa Giertz                | Dramaten                        |
| 2012 |              | Reflektioner kring naturalismen och kvinnan - ett samtal August Strindberg                            | Nils Poletti                | Dramaten                        |
| 2012 | Gunlöd       | Den fredlöse – en fornnordisk saga August Strindberg                                                  | Nils Poletti                | Dramaten                        |
| 2012 |              | I'm saving my flower 4 U goatboy                                                                      | Nils Poletti                | Dramaten                        |
| 2012 |              | The Royal Dramatic Rumble Wrestling Fight Night Forever! - Fadren vs Fordringsägare August Strindberg | Nils Poletti                | Dramaten                        |
| 2013 | Eva          | Jag borde få något slags pris Sanna Sundqvist och Elin Brogan                                         | Sanna Sundqvist             | Dramaten                        |
| 2013 |              | Politiska snuskbarn på landsbygdssafari Ensemblen                                                     | Nils Poletti                | Teaterlogen i Rynge/ Turteatern |
| 2014 | Medverkande  | Liv Strömquist tänker på dig! Liv Strömquist                                                          | Ada Berger                  | Dramaten                        |
| 2014 |              | Carolus Rex Nils Poletti                                                                              | Nils Poletti                | Dramaten i Riddarholmskyrkan    |
| 2014 | Mamman Häxan | Hans och Greta Martina Montelius                                                                      | Sally Palmquist Procopé     | Dramaten                        |
| 2015 | Arpi         | Götgatan Kristian Hallberg och Jens Ohlin                                                             | Jens Ohlin                  | Dramaten                        |
| 2016 |              | Huset vid nattens ände Sebastian Hartmann                                                             | Sebastian Hartmann          | Dramaten                        |
| 2016 | Medverkande  | Improvisation på slottet Andreas T. Olsson                                                            | Andreas T. Olsson           | Dramaten                        |
| 2017 | Dina         | Det blåser på månen (The Wind on the Moon) Eric Linklater                                             | Ellen Lamm                  | Dramaten                        |
| 2017 |              | Här kommer alla känslorna på en och samma gång David Wiberg                                           | David Wiberg Oskar Thunberg | Dramaten                        |
| 2017 | Antigone     | Oidipus/Antigone (Οἰδίπους Τύραννος/Ἀντιγόνη) Sofokles                                                | Eirik Stubø                 | Dramaten                        |
| 2020 | Medverkande  | Liv Strömquist tänker på sig själv Liv Strömquist och Ada Berger                                      | Ada Berger                  | Dramaten                        |
| 2021 |              | Den yttersta minuten Mattias Andersson                                                                | Mattias Andersson           | Dramaten                        |
| 2021 | Medverkande  | Liv Strömquist tänker på sig själv Liv Strömquist och Ada Berger                                      | Ada Berger                  | Dramaten                        |
| 2023 | Isabel       | Pappas födelsedag Alejandro Leiva Wenger                                                              | Frida Röhl                  | Dramaten                        |
| 2024 | Medverkande  | Liv och död Strömquist Ada Berger och Liv Strömquist                                                  | Ada Berger                  | Dramaten                        |
| 2024 |              | Titta en älg Kristina Lugn                                                                            | Mellika Melouani Melani     | Dramaten                        |